# Địa ngục Joseon

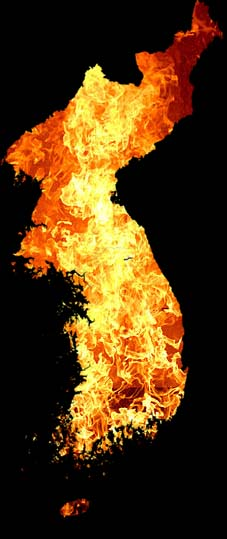
Ảnh minh họa

Địa ngục Joseon (tiếng Hàn Quốc: 헬조선, Hanja: 헬朝鮮), còn được gọi là Địa ngục Chosun hay Địa ngục Triều Tiên là một thuật ngữ châm biếm ở Hàn Quốc bắt đầu trở nên đặc biệt phổ biến trong thế hệ trẻ vào khoảng những năm 2015, được dùng để chỉ trích các tình trạng kinh tế xã hội ở quốc gia này như thất nghiệp, điều kiện lao động, văn hóa làm việc,...